# اتفاقية حماية حقوق الإنسان وكرامة الكائن البشري فيما يتعلق بتطبيق علم الأحياء والطب

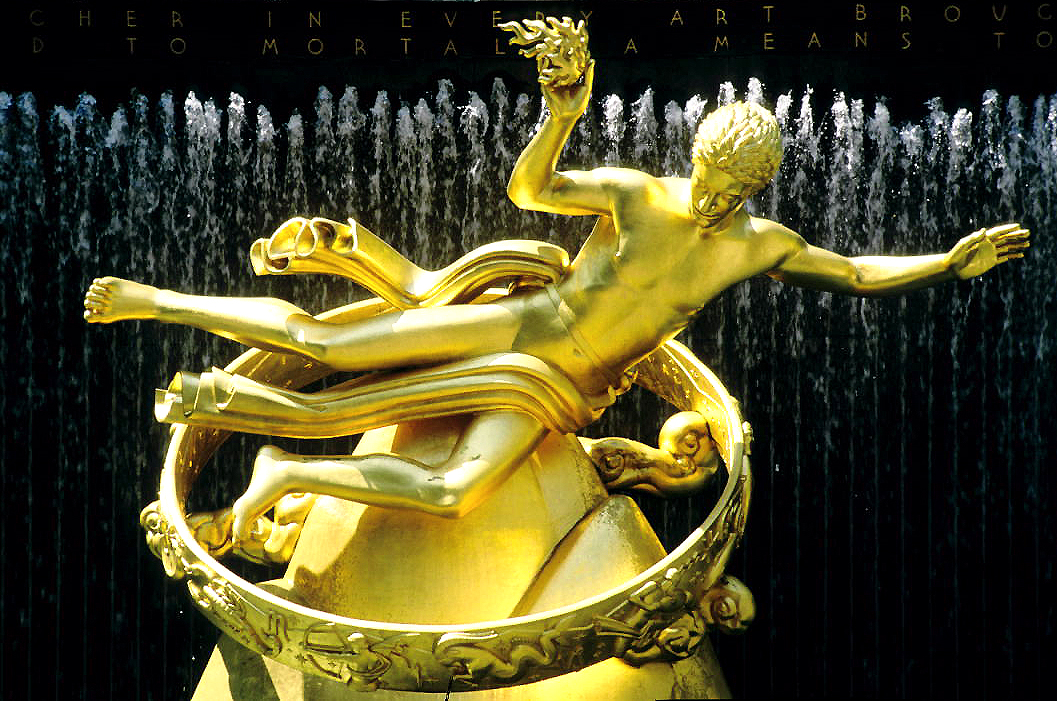
تمثال بروميثيوس في ميدان روكفلر، نيويورك: رمز للحرية والإبداع وتأكيد على حقوق الإنسان في ساحة الفسيفساء في قلب المدينة

اتفاقية حماية حقوق الإنسان وكرامة الكائن البشري فيما يتعلق بتطبيق علم الأحياء والطب والمعروف باسم الاتفاقية الأوروبية لأخلاقيات علم الأحياء وهو صك دولي يهدف إلى حظر إساءة استخدام الابتكارات في الطب الحيوي وحماية كرامة الإنسان. فُتح باب التوقيع على الاتفاقية في 4 نيسان/أبريل 1997 في أوفييدو في إسبانيا وهي تعرف باسم اتفاقية أوفييدو. المعاهدة الدولية هي مظهر من مظاهر الجهود التي يبذلها مجلس أوروبا لمواكبة التطورات في مجال الطب الأحيائي؛ وهو على وجه الخصوص أول صك ملزم متعدد الأطراف مكرس بالكامل للقضايا البيولوجية ودخلت الاتفاقية حيز النفاذ في 1 كانون الأول/ديسمبر 1999.

## خصائص
هذه الاتفاقية توفر هيكلاً إطاري للحفاظ على كرامة الإنسان بشكل شامل حيث تتشكل الأداة حول فرضية وجود صلة أساسية بين حقوق الإنسان والطب الحيوي. تنشئ الاتفاقية معياراً مشتركاً أدنى وتسمح للدول بالتشريع للحصول على درجة أكبر من الحماية عند التصديق (المادة 27) وبالإضافة إلى ذلك، تُمنح الحماية القضائية للمحاكم الوطنية ولا يجوز الرجوع إلى الاتفاقية إلا بالاقتران مع الدعاوى المرفوعة فيما يتعلق بانتهاك الاتفاقية الأوروبية لحقوق الإنسان بالإضافة إلى ذلك، يعتبر عدم وجود أي أحكام بشأن أي إجراء قضائي من الاتفاقية نقطة ضعف رئيسية في اتفاقية أوفييدو.

## تاريخ
معدل التقدم في الطب الأحيائي يثير قلق مجلس أوروبا من أنه بقدر ما تغرس التنمية في هذا الميدان الأمل في البشرية، فإنها تشكل أيضا تهديدا وحينها أصبح هدف مجلس أوروبا وضع معايير عامة مشتركة لحماية كرامة الإنسان فيما يتعلق بالعلوم الطبية الحيوية. وطلبت اللجنة التوجيهية المعنية بأخلاقيات علم الأحياء مشروع اتفاقية، وقام فريقها العامل بصياغته في تموز/يوليه ١٩٩٢، ومن ثم خضع مشروع الاتفاقية لمشاورة عامة في تموز/يوليه ١٩٩٤، واعتمدته لجنة الوزراء في تشرين الثاني/نوفمبر ١٩٩٦، وفتح أخيرا باب التوقيع عليه في ٤ نيسان/أبريل ١٩٩٧.

## الأطراف في الاتفاقية
وقع على اتفاقية أوفييدو خمسة وثلاثون بلدا منذ فتح باب التوقيع عليها في عام 1997؛ بيد أن 29 بلدا فقط من هذه البلدان هي التي صدقت على الاتفاقية، وهذا يعني أن 29 بلداً فقط هي التي نفذت مبادئ الصك في قوانينها الوطنية وعلاوة على ذلك، فإن ستة من تلك البلدان المصدقة لديها تحفظات تحد من مدى التزامها بأحكام معينة. والجدير بالذكر أن المملكة المتحدة وألمانيا لم توقعا أو تصدقا على الاتفاقية واعتبرت المملكة المتحدة هذه الاتفاقية تقييدية للغاية، في حين اعتقدت ألمانيا أنها متساهلة للغاية.

## المسائل التي تناولتها الاتفاقية
توضح ديباجة اتفاقية أوفييدو أن نيتها هي أن تعود التطورات في الطب الأحيائي بالنفع على الأجيال المقبلة والبشرية جمعاء. تحدد الاتفاقية الإطار القانوني الذي سيكفل حماية كرامة الإنسان وهويته. وستُقرأ الاتفاقية، المقصود بها أن تكون صكا تكميليا، بالاقتران مع أشكال أخرى لحماية حقوق الإنسان هي: الإعلان العالمي لحقوق الإنسان، والعهد الدولي الخاص بالحقوق المدنية والسياسية، والعهد الدولي الخاص بالحقوق الاقتصادية والاجتماعية والثقافية، واتفاقية حقوق الطفل، والاتفاقية الأوروبية لحماية حقوق الإنسان والحريات الأساسية.

### المبادئ العامة
تحدد الأحكام العامة لاتفاقية أوفييدو موضوع الصك والغرض منه. الهدف هو تأمين كرامة البشر في مجال الطب الحيوي. وقد اعتمدت عدة مبادئ لتحقيق هذا الهدف وتتجسد المبادئ في الفصل الأول من الاتفاقية، وتتعلق بأولوية الإنسان، والوصول العادل إلى الرعاية الصحية (الوصول العادل إلى الرعاية الصحية) والمعايير المهنية.

### موافقة
تكتسي مسألة الموافقة أهمية محورية بالنسبة للاتفاقية بسبب علاقتها بالاستقلالية الفردية. التدخل الطبي الذي يتم دون موافقة هو حظر عام في المادة 5 علاوة على ذلك، يجب أن تكون الموافقة حرة ومستنيرة تمامًا. وتستند الموافقة الحرة والمستنيرة إلى معلومات موضوعية. وتوفر الحماية لأولئك الذين لا يستطيعون الموافقة، ويتم توفير الحماية في حالات الطوارئ. ويجب مراعاة قواعد محددة عندما يتم أي تدخل طبي في أي حالة يكون فيها الشخص غير قادر على إعطاء موافقة حرة ومستنيرة.

### الحياة الخاصة والحق في الحصول على المعلومات
ترتبط هذه المسألة ارتباطاً وثيقاً بالحق في الخصوصية في المادة 8 من الاتفاقية الأوروبية لحقوق الإنسان ويشمل نطاق هذا الحق حق الفرد في عدم معرفة المعلومات المتعلقة بصحته وكذلك حقه في معرفة هذه المعلومات وقد تؤدي مصالح المريض أو طرف ثالث أو المجتمع إلى تقييد أي من جانبي الحق.

### الجينوم البشري
وتتضمن اتفاقية أوفييدو أحكاما لمعالجة الشواغل المتعلقة بالبحوث في مجال الجينوم البشري. يتم شحذ التركيز على الاختبارات الجينية وتخزين البيانات الجينية وتعديل الجينوم البشري. وتحظر المادة 11 إجراء الاختبارات الجينية كأداة للتمييز، بينما تسمح المادة 12 بالفحص الجيني فقط للصحة أو للبحث العلمي المرتبط بالأغراض الصحية. الموضوع الشامل هو أن الاختبارات الجينية مخصصة للأغراض المتعلقة بالصحة فقط. وبالمثل، فإن تعديل الجينوم البشري لأسباب أخرى غير المتعلقة بالصحة محظور عموما بموجب المادة 13 من الاتفاقية.

### البحث العلمي
تتجسد حرية البحث العلمي في الفصل الخامس بيد أن الأسبقية تعطى لحماية الكرامة الإنسانية وغيرها من الحريات الأساسية ولذلك، فإن حرية البحث مؤهلة (المادة 15) وتخضع البحوث التي تجرى بشأن البشر لضوابط صارمة تنص عليها الاتفاقية (المادة 16) ويجب مراعاة القواعد العامة المتعلقة بالموافقة المنصوص عليها في الفصل الثاني في سياق البحث وبالإضافة إلى ذلك، يحظر صراحة إنشاء الأجنة في المختبر لأغراض البحث العلمي (المادة 18).

### الأعضاء وزراعة الأعضاء
تنص الاتفاقية على القاعدة العامة التي تقضي بعدم استخدام المتبرعين الأحياء لعمليات زرع الأعضاء إلا إذا لم يكن هناك توافر للأعضاء من شخص متوفى. يجب التخلص من أي أجزاء من الجسم يتم إزالتها باحترام وفقًا لرغبات الفرد وبالإضافة إلى ذلك، لا توجد مكاسب مالية ناجمة عن جسم الإنسان أو أجزائه، ولكن لا يحظر التعويض الكافي عن النفقات المتكبدة لإجراء طبي وتنطبق أيضا القواعد المتعلقة بالموافقة الواردة في الفصل الثاني من الاتفاقية في سياق زرع الأعضاء.

## مخالفات أحكام الاتفاقية
وفقاً للاتفاقية الأوروبية لحقوق الإنسان، ينبغي أن تتاح لأي فرد لحق به ضرر إمكانية الحصول على تعويض عادل (المادة 24). ويلزم توفير الحماية القضائية المناسبة لضمان عدم انتهاك المبادئ الواردة في الاتفاقية. وستفرض جزاءات متناسبة في حالة عدم الامتثال وفقا للمادة 25.

## حماية أوسع
تعكس اتفاقية أوفييدو صكاً أدنى للتنسيق ولذلك، فإن لأطراف الاتفاقية ولاية قضائية لتوفير درجة من الحماية أكبر من تلك التي توفرها الاتفاقية ومع ذلك، لا يمكنهم توفير حماية أقل.

## تفسير الاتفاقية
يمكن إحالة مسائل التفسير إلى المحكمة الأوروبية لحقوق الإنسان لإصدار فتوى بشأنها  ولا يستطيع الأفراد رفع دعوى على أساس انتهاك اتفاقية أوفييدو وحدها، ولكن يمكنهم الرجوع إلى الأحكام في الإجراءات المتعلقة بالاتفاقية الأوروبية لحقوق الإنسان.

## تحفظات
يجوز إبداء تحفظ على حكم معين من أحكام الاتفاقية (المادة 36). وهناك ست دول لديها تحفظات على أحكام معينة:
- كرواتيا
- الدنمارك
- فرنسا
- النرويج
- سويسرا
- تركيا

## انسحاب
يمكن لأي موقع أن ينسحب من الاتفاقية عن طريق إخطار الأمين العام لمجلس أوروبا.

## البروتوكول المتعلق بحظر استنساخ البشر
الاستنساخ المتعمد لخلق بشر متطابقين وراثيا، يتعارض مع كرامة الإنسان ويشكل إساءة لاستخدام البيولوجيا والطب، لذلك فهو محظور بموجب هذا البروتوكول.

## البروتوكول المتعلق بزرع الأعضاء
ينص البروتوكول على ضمان المساواة عند الحصول على خدمات الزراعة قدر الإمكان بالإضافة إلى ذلك، عند إجراء أي عملية زراعة يجب احترام حقوق وحريات المتبرعين والمتبرعين المحتملين والمتلقين للأعضاء والأنسجة.

## البروتوكول المتعلق بالبحوث الطبية الأحيائية
في سياق البحوث الطبية الأحيائية، يهدف البروتوكول إلى ضمان حماية كرامة وهوية جميع البشر دون تمييز ويعترف البروتوكول بأن البحث يمكن أن يساهم في إنقاذ وتحسين حياة الإنسان، ولكنه يمكن أن يتعارض أيضًا مع المبادئ الأساسية للكرامة والحقوق الأخرى عندما يكون هذا هو الحال، لا ينبغي إجراء البحث.

## البروتوكول المتعلق بالاختبارات الجينية للأغراض الصحية
يستجيب البروتوكول للشواغل المتعلقة بإمكانية الاستخدام غير السليم للاختبارات الجينية ويهدف إلى حماية كرامة وهوية جميع البشر في هذا المجال من خلال قصر استخدام الاختبارات الجينية على الأغراض الصحية حيث تهدف الاتفاقية فقط إلى تحقيق هدفها وغرضها ويُسمح أيضًا بالاختبار الجيني للبحث العلمي، لكن تنظيمه غير مدرج في هذا البروتوكول، كما ينص على الحاجة إلى الموافقة الحرة والمستنيرة والمشورة الجينية.